# 腐生
腐生是指从已死的或腐烂的动植物组织或其他有机物获得营养，以维持自身正常生活的一种方式。凡是以腐生方式取得营养的生物称为腐生生物。
如大多数霉菌、酵母菌、细菌和放线菌，以及热带兰花如白鹤兰、天麻、山珊瑚、上须兰、蕙兰属的大根兰和多根兰等等。
腐生生物产生的酶和有毒物质能够破坏活细胞，所以在适当的情况下，也可以兼营寄生，很多引起动植物病害的病原微生物，都兼有腐生和寄生两种习性。